# 长春交通
长春市是中国东北地区的四大城市之一，同时也是吉林省人口最多的城市。长春市建设有较大规模的铁路、公路等运输通道，兼有公交汽车、有轨电车、地铁和轻轨等多重城市公共交通形式，亦配备有较大规模的民用航空运输设施。

## 铁路运输

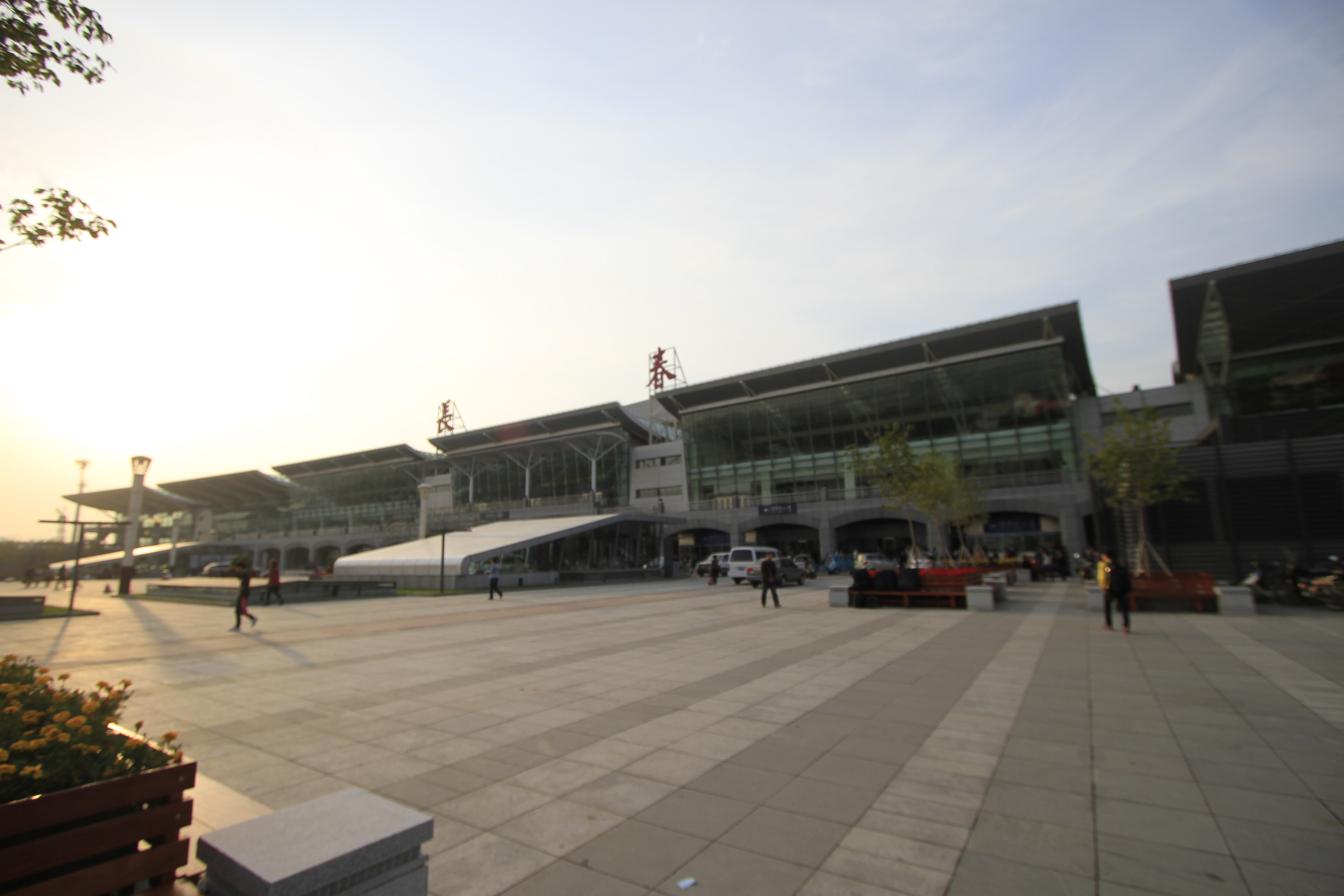
始建于1907年的长春站是长春市最早且最大的铁路枢纽站

1898年5月，俄罗斯帝国修建的东清铁路在长春市旧城「宽城子」的西侧穿过，其开设的宽城子站是长春市主城区的第一座火车站。1912年10月，清政府主持修建的连接长春城和吉林城的吉长铁路建成通车，其开设的吉长铁路长春站位于伊通河东岸，承接了吉林省东西向的重要运输功能。1917年，吉长铁路与南满铁路修建了联络线，形成了今天长春市主城区铁路的基本骨架。
截至2025年，长春市主城区形成了以长春站和长春西站的客运功能为主，长春南站和长春东站的货运功能为辅的综合性铁路运输枢纽。此外，长春市下辖或代管的各县市皆建有各自的火车站，承担着客货运的功能。

### 客运
长春站和长春西站为长春主城区内的主要客运站。此外，长春龙嘉国际机场建有长珲城际铁路龙嘉站，作为长春市和吉林市通往该机场的高铁客运站。

#### 长春站
长春站于1907年建成启用，目前为中国铁路沈阳局集团有限公司直属的客运特等站。长春站是长白铁路、长图铁路、长珲城际铁路的起点站，目前负责长春市大部分普速列车的始发、终到、通过作业，以及长珲城际铁路吉林站方向大部分高速列车的始发、终到、通过作业。

#### 长春西站
长春西站于2012年12月1日正式投入使用，是京哈高速铁路重要的中间站，经过长春市区而不进长春站的动车组列车以及大部分跨局高铁列车均在本站始发、终到、停靠。少量长珲城际铁路的动车组列车亦在本站始发终到。

#### 龙嘉站
龙嘉站于2011年1月11日正式投入使用，是长珲城际铁路上的客运站，亦是中国大陆第一个开通的机场配套高铁站，主要服务于往来长春龙嘉国际机场的旅客。

### 货运
目前，长春市主城区有长春东站、长春南站、长春北站三个主要货运及编组车站。
长春北站位于哈大线上，为一等站，是枢纽内的主要编组站，承担长春枢纽衔接各方向的列车改变作业、直达直通列车的无调中转作业及枢纽小运转作业。长春东站位于长图线，是长春地区的内陆港，为枢纽综合性货运站，以承担地区车流及枢纽集装箱业务为主。长春南站位于哈大线，为一汽专用线接轨的工业站，主要承担汽车厂各厂、企事业单位的物资到发任务。

## 公路运输
长春主城区主要有凯旋公路客运站、黄河路客运站、高速公路客运站三个主要的公路客运站。

黄河路客运站是长春最早的公路客运站，位于长春火车站南侧。高速公路客运站位于长春城南的人民大街8899号，于1999年10月投入运营。售票窗口7个，发车站位18个，营运线路36条，日均发车170个班次，日输送旅客0.8万余人次。凯旋公路客运站位于长春站北广场西侧，属于"三北工程"的一部分，于2007年10月30日建成并投入运营。售票窗口15个，发车位24个，营运线路144条，日发车549个班次，日均输送旅客1.6万人次。

### 国道
长春主城区有以下国道经过。
- 京抚公路
- 饶盖公路
- 珲乌公路
- 龙东公路

### 高速公路
长春主城区有以下高速公路经过。
国家高速
- 京哈高速
- 珲乌高速
- 延长高速（在建）
- 长深高速
- 长春绕城高速

省级高速
- 长长高速公路（S1，原S26）
- 长春-太平川高速公路（在建）

此外，长春市域范围内还有 铁科高速经过，同时长春经济圈环线高速公路(农安-九台、九台-双阳、双阳、伊通段）在建。

## 民航运输

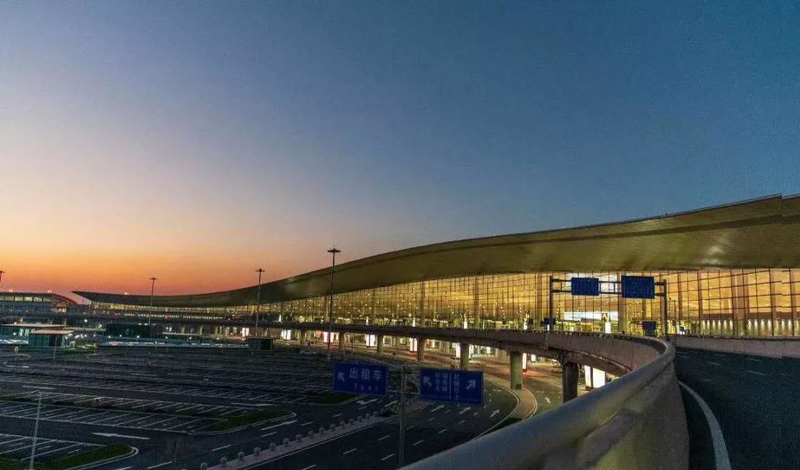
长春龙嘉机场T2航站楼

### 机场
- 长春大房身机场，前稱新京飛行場，是位于长春市西郊的一座军用机场，在长春龙嘉国际机场启用前曾是军民两用机场。大房身机场已于2005年8月27日零时起停止民航运营。[3]
- 长春龙嘉国际机场（简称长春机场或龙嘉机场）位于九台区，是吉林省的航空枢纽，也是中国东北地区的四大国际机场之一。龙嘉机场于1998年立项，2003年5月29日全面开工，2005年8月27日零时投入运营，取代了长春大房身机场的民航功能。长春龙嘉国际机场于2011年5月完成一期全部工程，现有一条长宽为3200米×45米的跑道以及一条等长的平行滑道，机场飞行区等级为4E，停机坪面积近22万平方米，航站楼面积7.3万平方米。[4]二期扩建工程按照2025年旅客吞吐量1600万人次、货邮吞吐量20万吨、飞机起降13万架次的设计目标，包括机场工程、空管工程、供油工程。主要建设内容为新建28个机位站坪、12.8万平方米的T2航站楼、3.7万平方米的停车楼、5万平方米地面停车场、2.5万平方米的辅助生产生活用房，1068.5米的第二平行滑行道，两条快速滑行道、一条垂直滑行道、建设空管工程、供油工程，建设高架桥、道路、消防救援、供电、给排水、供冷、供热等配套工程。建设起止年限为2015-2017年。2017年竣工并通过施工单位工程验收。2018年10月19日，通过民航东北地区管理局组织的行业验收。2018年10月28日，T2航站楼正式启用。[5]

## 市政道路设施
2019年，长春市中心城区路网有2175.1公里，相比2009年增长39%，并在继续建设与扩展中。力争在2025年长双道路里程达2500公里。
2019年，长春市中心城区有快速路72公里。2021年，长春市中心城区有快速路87公里。力争在2025年快速路里程不少于120公里。

## 公共交通

### 公共汽车
长春市原有国营和民营公交客运企业24家，其中公交集团经营车辆2877台、线路154条；23家民营公司合计经营车辆1388台、线路99条。2020年，长春公交进行了有史以来最大规模的体制改革、线路整并。截至2020年底，长春市拥有国有和民营公交在运客运企业5家，共有公交线路在运213条，在运公交客运车辆3770余台。预计到2025年，长春市公交行业整体服务能力将得到大幅提升，实现“六增、四提、一减、一缩”的目标。“六增”，即线路数量由原来的213条增加至307条，增加94条、增长44%；线路里程由原来的3800公里增加至5418公里，增加1618公里、增长43%；车辆数量由原来的3770台增加至5500台，增加1730台、增长46%；站点数量由原来的5886个增加至6230个，增加344个、增长6%；日均客流量由原来的183万人次/日增加至220万人次/日，日增加客流37万、增长20%；公交车专用道里程由原来的145.2公里增加至175公里，增加30公里、增长21%。。

#### 有轨电车
长春有轨电车的历史始于1941年，由日本新京交通株式会社于1940年建造，于1941年11月11日正式通车。经历开线与停运，长春有轨电车一度仅剩54路运营。2012年，为配套长春西站的交通，55路开工，并于2014年开通运营，为长春有轨电车最新的拓展路段。在地铁2号线开通之前，是前往西站唯一的有轨电车以及最方便的交通方式之一。

### 出租车
2020年底，长春市共拥有出租车1.5万辆。调价后基础里程为2.5公里，基础里程价8元(夜间22点至次日早4点为9元)，基础里程后，基本运价为2.2元/公里，按实际行驶里程计费，每100米计价器增加0.22元。行驶距离在15公里(不含)—30公里加收50%空驶费，行驶距离超过30公里后加收75%空驶费。时速低于12公里/小时开始累计低速等候费，0.4元/分钟。

### 快速轨道交通

#### 通车路段
截至2021年11月，长春轨道交通共有运营线路5条，运营里程104.5公里。
- 长春轨道交通1号线于2011年4月开工，并于2017年6月30日试运营。2019年1月26日，长春站站开通运营。

- 长春轨道交通2号线于2012年11月开工，并于2018年8月30日开通运营双丰站-东方广场站。2021年10月8日，西湖站-汽车公园站开通运营。

- 长春轨道交通3号线于2000年5月开工，并于2002年10月30日开通运营一期长春站站-卫光街站区段。2006年12月26日，开通运营二期卫星广场站-长影世纪城站区段。2007年，一期、二期贯通运营。2016年4月，东延伸线(伪满皇宫站-芙蓉桥站)开工。2019年5月起，与地铁一票计费。2021年3月，为配合与东延伸线的贯通，湖西桥站-长春站站暂停运营。预计2021年12月，该段与东延伸线开通运营。

- 长春轨道交通4号线于2008年开工建设长春站北站-天工路站区段，2011年6月30日开通高架段，2012年5月6日开通地下段，12月17日开通公平路站。2019年5月起，与地铁一票计费。目前东新路站尚待开通。

- 长春轨道交通8号线于2016年全线开工，2018年10月30日开通。

#### 在建路段
2018年11月，国家发改委批复长春市城市轨道交通第三期建设规划（2019－2024年），三期本期批复里程135公里，累计批复里程逾250公里。截至2021年11月，2号线东延伸线及东东延伸线、4号线南延伸线、5号线、6号线、7号线、9号线全线施工中，1号线南延伸线及3号线南延伸线尚待开工，3号线东延伸线试运行中。